# Hrîhorivka, Ceaplînka
Hrîhorivka (în ucraineană Григорівка) este o comună în raionul Ceaplînka, regiunea Herson, Ucraina, formată numai din satul de reședință.

## Demografie
Componența lingvistică a comunei Hrîhorivka
     Ucraineană (87,05%)
     Rusă (5,68%)
     Alte limbi (0,06%)
Conform recensământului din 2001, majoritatea populației comunei Hrîhorivka era vorbitoare de ucraineană (87,05%), existând în minoritate și vorbitori de rusă (5,68%).